# Бованенко, Вадим Дмитриевич
Вади́м Дми́триевич Боване́нко (5 октября 1930, Киев — 24 июня 1968, Москва) — организатор разведочных работ в Ямало-Ненецком автономном округе, участник открытий Тазовского, Новопортовского, Губкинского Заполярного, Уренгойского месторождений, изобретатель сухопутного сейсморазведочного бона. В честь Бованенко названо крупнейшее газоконденсатное месторождение в России.

## Даты жизни и трудовой деятельности
- 1930 — 5 октября в г. Киеве Украинской ССР в семье ученого родился Вадим Дмитриевич Бованенко.
- 1949 — Окончил среднюю мужскую школу № 273 г. Москвы.
- 1949—1954 — Учился в МНИ имени И. М. Губкина.
- 1954—1958 — Инженер-интерпретатор, начальник сейсмопартии Березовской КГРЭ.
- 1958—1964 — Главный геофизик, начальник Ямало-Ненецкой ГРЭ.
- 1964—1965 — Управляющий трестом «Ямалнефтегазразведка».
- 1965—1966 — Зам. главного геофизика ТТГУ.
- 1966—1968 — Руководитель группы советских специалистов в Пакистане.
- 24 июня 1968 — скончался, похоронен в Москве на Донском кладбище.

Один из первых организаторов комплексного планомерного изучения недр Ямало-Ненецкого автономного округа. Геофизик Обской комплексной геофизической экспедиции в Березово, начальник Ямало-Ненецкой комплексной геологоразведочной экспедиции, руководитель треста «Ямалнефтегазразведка». Принимал участие в рождении Западно-Сибирской нефтегазовой провинции. Под его руководством были открыты Тазовское, Новопортовское, Губкинское, Заполярное месторождения, подготовлено к разведке крупнейшее в мире Уренгойское месторождение.

## Память
- В его честь названо Бованенковское нефтегазоконденсатное месторождение.
- Находящийся рядом с ним поселок (база) получил название Бованенково.
- Железнодорожная станция ведущая к поселку и находящийся поблизости аэропорт называются «Бованенково».
- В честь Бованенко названы улицы в городах Салехард, Лабытнанги и Тюмень.
- Отраслевая премия молодым ученым, специалистам и студентам в области бурения скважин носит имя Бованенко.
- В Российском государственном университете нефти и газа имени И. М. Губкина 6 октября 2015 года при участии компании ООО «Газпром добыча Надым» была открыта именная аудитория имени В. Д. Бованенко, оснащенная самой современной аппаратурой  Архивная копия от 20 августа 2017 на Wayback Machine.